# リサメロディー
リサメロディー （1989年6月6日 - ）は、東京都出身のアーティスト。
2013年、青木多果プロデュースで歌手となる。

## 経歴
- 2014年
  - 10月3日 - MBS SPACE SHOWER TV 「Kawaii Asia」OP「ラヴリーK」ED「Darling!Darling!」
- 2015年
  - 1月3日 - テレビ神奈川「キッズ劇場ピース」アニメ主題歌「かれしはハンマーヘッドシャーク」OP
  - 1月14日 - 「あげぽよTV」ゲスト出演
  - 1月25日 - 「Kawaii Asia」ゲスト出演
  - 2月1日 - NHK Kawaii International Club
  - 4月1日 - テレビ東京TVQ九州テレビ北海道テレビせとうちAT-X「あにむす!」枠内アニメ主題歌「ハッピージョージ」OP「ハッピートーキョーガール」
  - 3月22日 - 東京ビッグサイトAnime japan 「ハッピージョージ」発表
  - 4月6日 - Snapeee公式WEB番組「カワメロ!」メインMC
  - 5月14日 - 神奈川テレビ「キッズ劇場ピース」OP「かれしはハンマーヘッドシャーク」フルバージョン放送開始
  - 6月3日 - TOKYO MX「5時に夢中！」直後に放送しているアニメ「接続無用」のエンディングにリサメロディー「ドキドキを時々ドキリと解くMystery」放送
  - 8月11日 - テレビ神奈川「ありがとッ！」テレビ神奈川「かれしはハンマーヘッドシャーク」についてピックアップ
  - 8月18日 - テレビ神奈川「ありがとッ！」ゲスト出演
  - 8月17日～8月30日 - 「ハッピージョージ」JR中央トレインチャンネルで車内放送
  - 9月30日 - リサメロディーシングルCD「ハッピートーキョーガール」全国発売
  - 「ハッピージョージ」ハロウィンキャンペーンアトレ吉祥寺とスペシャルタイアップ
  - 10月8日 - TOKYO MXキャラ@女子会メインMC
  - 10月15日 - テレビ東京あにむす内カナヘイアニメ主題歌「きょーふゾンビ猫」OP決定
  - 11月7日 - MOSHI MOSHI NIPPON FESTIVAL出演
  - 11月30日 -  タワーレコード渋谷店NOTTV音楽番組「MUSICにゅっと」ゲスト出演
  - 12月1日 - 「かれしはハンマーヘッドシャーク」「ハッピートーキョーガール」カラオケスタート
  - 12月24日 - モデルプレス4kひかりTVゲスト出演
- 2016年
  - 1月22日、CANANAlaunchpartylisamelody live party inRedbull
  - 4月9日、FTW TAKASHIMAYA BILLICCERSTATION MC出演

## 出演

### 雑誌
- KERA
- 装苑
- FRUiTS

### テレビ
- あにむす!（テレビ東京）
- ヒルナンデス!（日本テレビ）